# Seznam uměleckých realizací ve veřejném prostoru v Dolních Chabrech
Seznam uměleckých realizací v Dolních Chabrech v Praze 8 obsahuje tvorbu výtvarných umělců umístěnou ve veřejném prostoru v katastrálním území Dolní Chabry. Seznam je řazen podle ulic a nemusí být úplný.

## Seznam uměleckých realizací
| Název                    | Fotografie                                                               | Lokace                                                | Autor                    | Rok  | Popis               | Poznámka                          |
| ------------------------ | ------------------------------------------------------------------------ | ----------------------------------------------------- | ------------------------ | ---- | ------------------- | --------------------------------- |
| Socha pro Dopravní závod | Kategorie „Socha pro Dopravní závod (Zdeněk Vojta)“ na Wikimedia Commons | Dopraváků 723/1 50°8′13,95″ s. š., 14°26′59,41″ v. d. | Zdeněk Vojta (1932–1997) | 1982 | socha, pískovec     | před administrativní budovou ČSAD |
| Oharek ve tmě 3          |                                                                          | K Beranovu 50°8′20,88″ s. š., 14°26′48,47″ v. d.      | Václav Fiala (*1955)     | 2001 | kov; 160×750×400 cm | exteriér                          |
| Strom III                |                                                                          | Za pískovnou 50°8′23,67″ s. š., 14°27′0,92″ v. d.     | Lukáš Rais (*1975)       | 2017 | kov                 | atrium nákupního centra           |